# Associazione Calcio Padova 1973-1974
Questa voce raccoglie le informazioni riguardanti l'Associazione Calcio Padova nelle competizioni ufficiali della stagione 1973-1974.

## Stagione
Il Padova nella stagione 1973-1974 partecipò al campionato di Serie C - girone A e si classificò al tredicesimo posto con 35 punti, gli stessi del Trento.
In Coppa Italia Semiprofessionisti la squadra fu eliminata agli ottavi di finale dalla Triestina.

## Rosa
| N. |                   | Ruolo | Calciatore         |
| -- | ----------------- | ----- | ------------------ |
|    | Italia (bandiera) | P     | Paolo Galli        |
|    | Italia (bandiera) | P     | Maurizio Memo      |
|    | Italia (bandiera) | D     | Massimo Ceccato    |
|    | Italia (bandiera) | D     | Alberto Coramini   |
|    | Italia (bandiera) | D     | Vando Freddi       |
|    | Italia (bandiera) | D     | Mario Furlan       |
|    | Italia (bandiera) | D     | Paolo Pandrin      |
|    | Italia (bandiera) | D     | Germano Piovan     |
|    | Italia (bandiera) | D     | Lamberto Scalabrin |
|    | Italia (bandiera) | D     | Giovanni Tasca     |
|    | Italia (bandiera) | C     | Luciano Bigon      |
|    | Italia (bandiera) | C     | Adriano Grava      |

| N. |                   | Ruolo | Calciatore          |
| -- | ----------------- | ----- | ------------------- |
|    | Italia (bandiera) | C     | Ermes Lasagni       |
|    | Italia (bandiera) | C     | Giovanni Mazzon     |
|    | Italia (bandiera) | C     | Mauro Pincelli      |
|    | Italia (bandiera) | C     | Lorenzo Stefanelli  |
|    | Italia (bandiera) | C     | Alberto Vanoni      |
|    | Italia (bandiera) | C     | Giovanni Vidoni     |
|    | Italia (bandiera) | A     | Francesco Arreghini |
|    | Italia (bandiera) | A     | Giuseppe Lazzaro    |
|    | Italia (bandiera) | A     | Adriano Manservigi  |
|    | Italia (bandiera) | A     | Mario Musiello      |
|    | Italia (bandiera) | A     | Marcello Rossi      |
|    | Italia (bandiera) | A     | Roberto Trentin     |

## Risultati

### Serie C

#### Girone di andata
| 1ª giornata | Monza | 3 – 1 | Padova |  |

| 2ª giornata | Padova | 0 – 0 | Alessandria |  |

| 3ª giornata | Padova | 0 – 1 | Lecco |  |

| 4ª giornata | Seregno | 0 – 0 | Padova |  |

| 5ª giornata | Padova | 1 – 0 | Legnano |  |

| 6ª giornata | Udinese | 1 – 1 | Padova |  |

| 7ª giornata | Bolzano | 0 – 0 | Padova |  |

| 8ª giornata | Padova | 2 – 0 | Solbiatese |  |

| 9ª giornata | Padova | 2 – 3 | Pro Vercelli |  |

| 10ª giornata | Belluno | 1 – 1 | Padova |  |

| 11ª giornata | Padova | 0 – 2 | Trento |  |

| 12ª giornata | Gavinovese | 0 – 0 | Padova |  |

| 13ª giornata | Padova | 0 – 0 | Venezia |  |

| 14ª giornata | Mantova | 2 – 1 | Padova |  |

| 15ª giornata | Padova | 2 – 1 | Vigevano |  |

| 16ª giornata | Chioggia Sottomarina | 3 – 1 | Padova |  |

| 17ª giornata | Padova | 2 – 1 | Derthona |  |

| 18ª giornata | Triestina | 1 – 0 | Padova |  |

| 19ª giornata | Padova | 1 – 1 | Savona |  |

#### Girone di ritorno
| 20ª giornata | Padova | 0 – 1 | Monza |  |

| 21ª giornata | Alessandria | 2 – 0 | Padova |  |

| 22ª giornata | Lecco | 1 – 0 | Padova |  |

| 23ª giornata | Padova | 0 – 1 | Seregno |  |

| 24ª giornata | Legnano | 1 – 1 | Padova |  |

| 25ª giornata | Padova | 2 – 1 | Udinese |  |

| 26ª giornata | Padova | 0 – 0 | Bolzano |  |

| 27ª giornata | Solbiatese | 1 – 2 | Padova |  |

| 28ª giornata | Pro Vercelli | 2 – 0 | Padova |  |

| 29ª giornata | Padova | 2 – 1 | Belluno |  |

| 30ª giornata | Trento | 0 – 1 | Padova |  |

| 31ª giornata | Padova | 4 – 3 | Gavinovese |  |

| 32ª giornata | Venezia | 1 – 1 | Padova |  |

| 33ª giornata | Padova | 2 – 0 | Mantova |  |

| 34ª giornata | Vigevano | 3 – 1 | Padova |  |

| 35ª giornata | Padova | 1 – 1 | Chioggia Sottomarina |  |

| 36ª giornata | Derthona | 1 – 1 | Padova |  |

| 37ª giornata | Padova | 1 – 0 | Triestina |  |

| 38ª giornata | Savona | 1 – 0 | Padova |  |

## Statistiche

### Statistiche dei giocatori
| Giocatore     | Serie C  | Serie C | Coppa Italia Semiprof. | Coppa Italia Semiprof. | Totale   | Totale |
| Giocatore     | Presenze | Reti    | Presenze               | Reti                   | Presenze | Reti   |
| ------------- | -------- | ------- | ---------------------- | ---------------------- | -------- | ------ |
| P. Galli      | 13       | ?       | ?                      | ?                      | 13+      | ?      |
| M. Memo       | 25       | ?       | ?                      | ?                      | 25+      | ?      |
| M. Ceccato    | 13       | 0       | ?                      | ?                      | 13+      | 0+     |
| A. Coramini   | 37       | 4       | ?                      | ?                      | 37+      | 4+     |
| V. Freddi     | 34       | 0       | ?                      | ?                      | 34+      | 0+     |
| M. Furlan     | 36       | 0       | ?                      | ?                      | 36+      | 0+     |
| P. Pandrin    | 22       | 1       | ?                      | ?                      | 22+      | 1+     |
| G. Piovan     | 1        | 0       | ?                      | ?                      | 1+       | 0+     |
| L. Scalabrin  | 28       | 0       | ?                      | ?                      | 28+      | 0+     |
| G. Tasca      | 3        | 0       | ?                      | ?                      | 3+       | 0+     |
| L. Bigon      | 26       | 0       | ?                      | ?                      | 26+      | 0+     |
| A. Grava      | 0        | 0       | ?                      | ?                      | 0+       | 0+     |
| E. Lasagni    | 20       | 0       | ?                      | ?                      | 20+      | 0+     |
| G. Mazzon     | 14       | 1       | ?                      | ?                      | 14+      | 1+     |
| M. Pincelli   | 7        | 0       | ?                      | ?                      | 7+       | 0+     |
| L. Stefanelli | 36       | 6       | ?                      | ?                      | 36+      | 6+     |
| A. Vanoni     | 1        | 0       | ?                      | ?                      | 1+       | 0+     |
| G. Vidoni     | 0        | 0       | ?                      | ?                      | 0+       | 0+     |
| F. Arreghini  | 6        | 0       | ?                      | ?                      | 6+       | 0+     |
| G. Lazzaro    | 34       | 2       | ?                      | ?                      | 34+      | 2+     |
| A. Manservigi | 24       | 7       | ?                      | ?                      | 24+      | 7+     |
| M. Musiello   | 34       | 9       | ?                      | ?                      | 34+      | 9+     |
| M. Rossi      | 8        | 2       | ?                      | ?                      | 8+       | 2+     |
| R. Trentin    | 21       | 2       | ?                      | ?                      | 21+      | 2+     |